# Bila
För andra betydelser, se Bila (olika betydelser).

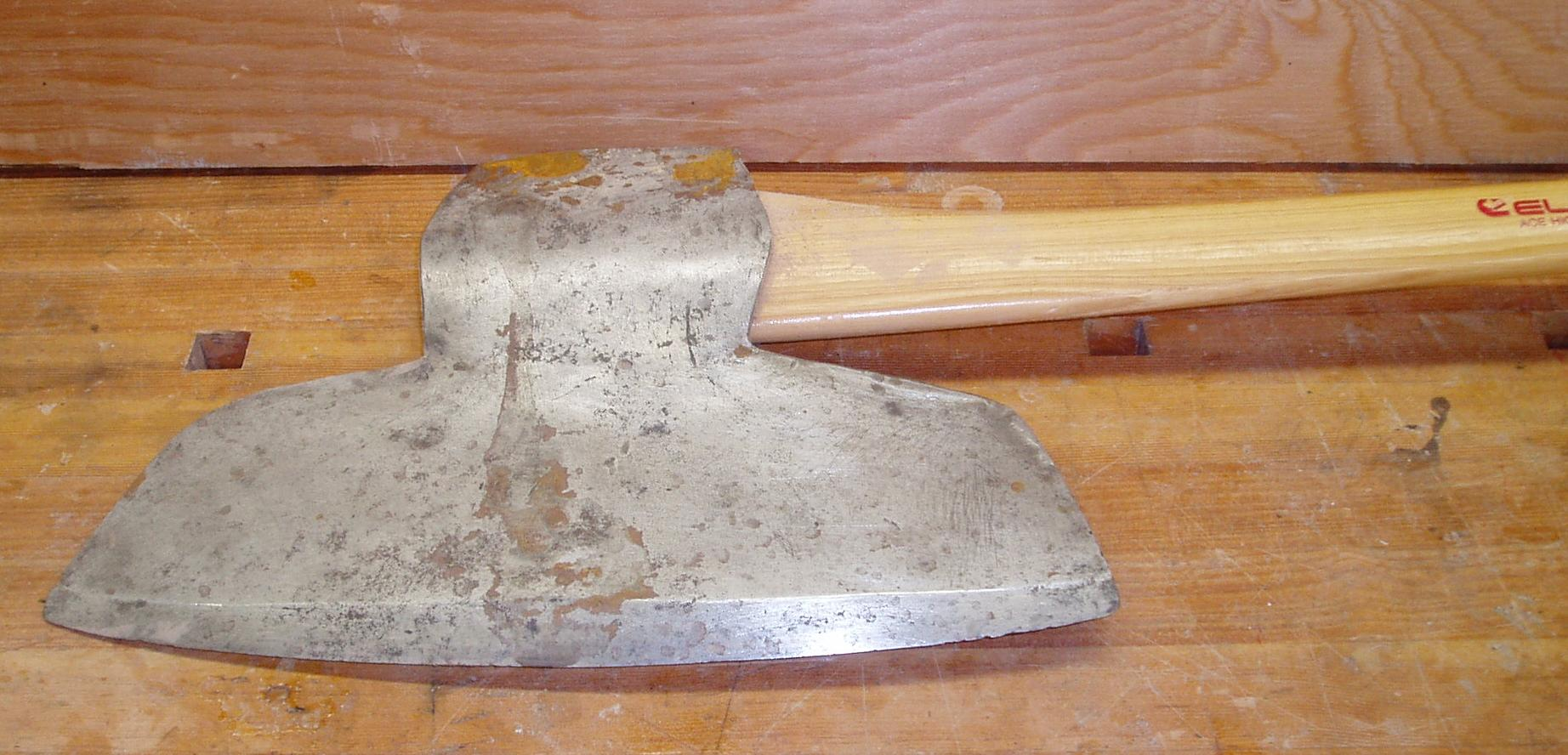
Timmerbila

Bila, även kallad bredyxa och bredbila, är en yxa med bred ofta rundad egg. Det avser idag främst timmerbila, bilor ämnade för behuggande och jämnande av timmer, men historiskt finns det även bilor ämnade för strid (stridsbila), avrättning (skarprättarbila) och slakt (slaktarbila).
Begreppet handbila har även förekommit för att särskilja handhållna bilor från mekaniserade sådana, såsom fallbila. Bila förekommer även synonymt med yxa.

## Etymologi
Ordet "bila" i denna bemärkelse är belagt i svenska språket sedan 1499, då i sammansättningen timmerbila. Det härstammar från lågtyska bile i samma betydelse.

## Timmerbila

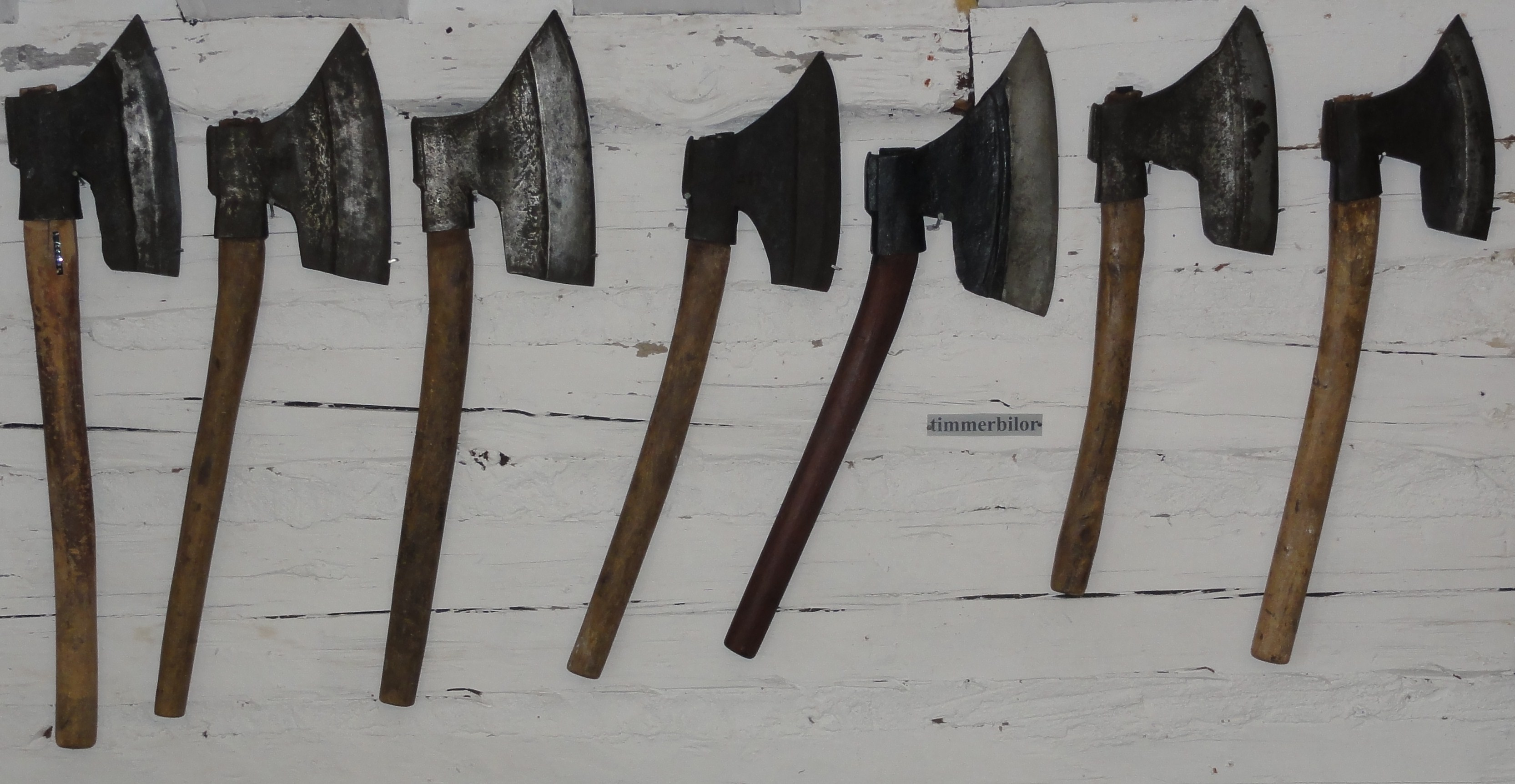
Timmerbilor på Wira bruks museum

Timmerbila är bilor avsedda för behuggande och jämnande av timmer, så kallat skrädning, täljning eller bilning. Timmerbilor kallas därför även för skrädyxa,  täljyxa eller bilyxa. Skaftet på dessa är relativt kort och ofta krökt utåt från yxögats riktlinje.
Eggen på timmerbilor är ofta, men inte alltid, slipad på ena bladsidan likt eggen på ett stämjärn. Bilor med denna typ av slipning benämns som saxslipade och ska ej sammanblandas med "knivslipade" skrädyxor. Det finns både höger- och vänsterbilor. Det breda bladet och eggens form gör verktyget lämpat för att hugga ytor plana, till exempel då man vill göra fyrkantiga bjälkar av runda stockar.
De äldsta arkeologiskt påträffade saxslipade bilorna är från 700-talet. En saxslipad bila från vikingatiden har bland annat påträffats i Lund. Saxslipade bilor blev först vanliga i övriga Sverige under 1800-talet.[källa behövs]

## Andra bilor
- Bödelsbila – bila för avrättning genom halshuggning, brukad av bödlar
- Fallbila – aktiva komponenten i avrättningsverktyget giljotin[7]
- Skarprättarbila – bila för avrättning genom halshuggning, brukad av skarprättare.
- Slaktarbila – bila som används vid slakt
- Stridsbila – bila avsedd som vapen
- Änterbila – bila som används vid äntring